# Phanyllis-Gruppe

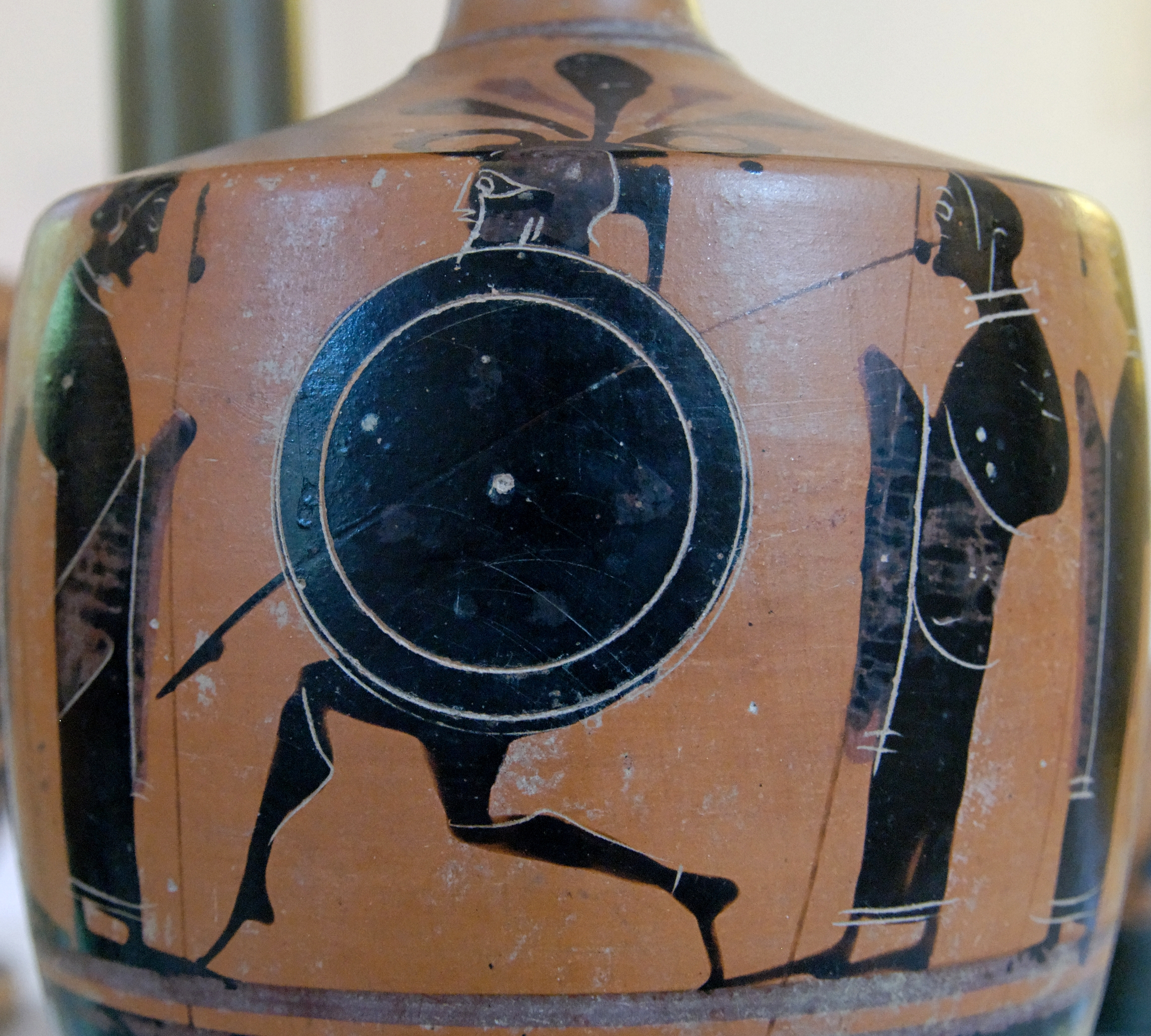
Hoplit läuft zwischen zwei drapierten Figuren, Lekythos der Gruppe des Haus verlassenden Hopliten/Phanyllis-Gruppe, um 520 v. Chr.

Die mit dem Notnamen benannte Phanyllis-Gruppe, auch Phanyllis-Klasse, war eine Gruppe attischer Vasenmaler des Schwarzfigurigen Stils.
Die Phanyllis-Gruppe war gegen Ende des 6. Jahrhunderts v. Chr. tätig. Sie produzierte eine große Menge an Lekythen. Diese orientierten sich in der Form an den älteren sich verjüngenden Formen. Manchmal finden sich Muster am Hals. Zudem werden weiterhin die alten Palmetten am Hals präsentiert. Manchmal werden auch Palmetten gezeigt, die jedoch zu strahlen- oder blattartigen Strichen reduziert wurden. Die Qualität der Vasen schwankt beträchtlich, ist aber selten gut oder besser. Auch wenn manchmal Originalität angestrebt wird, präsentiert die Gruppe im Allgemeinen nur uninspirierte Massenware. Zu den gängigen Szenen gehörten Kriegerabschiede und Dionysos zwischen zwei Augen. Ähnlich wie die Phanyllis-Gruppe arbeitete die Hahn-Gruppe. Namensgebend war der Phanyllis-Maler.